# La Révolution française (film)
La Révolution française is een Frans-Duits-Italiaans-Brits-Canadees historisch fresco dat onder regie van Robert Enrico en Richard T. Heffron uitgebracht werd in 1989.
Dit prestigieus en groots opgezet fresco was bedoeld om de herdenking van de Bicentenaire de la Révolution, de tweehonderdste verjaardag van de Franse Revolutie, extra luister bij te zetten. De zes uur durende film bestaat uit twee delen, Les Années lumière en Les Années terribles.
Een half jaar lang werd er met man en macht gedraaid, met twee filmploegen. Tweehonderd acteurs en zesendertigduizend figuranten verschenen in beeld. Vijftienduizend kostuums en drieduizend pruiken moesten mee de historische authenticiteit van de talrijke gebeurtenissen zo dicht mogelijk benaderen. Desondanks werd de film een flop aan de kassa.

## Verhaal
De film geeft een chronologisch overzicht van de talrijke gebeurtenissen die zich tijdens de Franse Revolutie afgespeeld hebben. De film vangt aan in de eerste helft van 1789 wanneer Lodewijk XVI van Frankrijk de Staten-Generaal samenroept in een poging het hoofd te bieden aan de Franse schuldenberg. 
Deel één toont onder meer de bestorming van de Bastille (1789), de Verklaring van de rechten van de mens en de burger (1789), de vlucht naar Varennes (1791), de oprichting van de Wetgevende Vergadering (1791) en de aanvallende Pruisen en Oostenrijkers en eindigt met de bestorming van de Tuilerieën (augustus 1792). 
Deel twee behandelt onder meer de gevangenzetting van de koninklijke familie (1792), de septembermoorden (1792), de oprichting van de Eerste Franse Republiek (1792) en van de Nationale Conventie (1792), van het revolutionair tribunaal en van het Comité de salut public (1793) en de talrijke executies door middel van de guillotine tot de val en de terechtstelling van Maximilien de Robespierre (1794). 

## Rolverdeling
| Acteur                    | Personage                                                                 |
| ------------------------- | ------------------------------------------------------------------------- |
| Jean-François Balmer      | Lodewijk XVI van Frankrijk †                                              |
| Jane Seymour              | Marie Antoinette van Oostenrijk †                                         |
| Klaus Maria Brandauer     | Georges Danton †                                                          |
| François Cluzet           | Camille Desmoulins †                                                      |
| Andrzej Seweryn           | Maximilien de Robespierre †                                               |
| Peter Ustinov             | Mirabeau                                                                  |
| Sam Neill                 | La Fayette                                                                |
| Vittorio Mezzogiorno      | Jean-Paul Marat †                                                         |
| Michel Duchaussoy         | Jean Sylvain Bailly, voorzitter van de Assemblée nationale constituante † |
| Raymond Gérôme            | Jacques Necker, minister van financiën van Lodewijk XVI                   |
| Claudia Cardinale         | hertogin van Polignac, vriendin en hofdame van Marie Antoinette           |
| Jean-Yves Berteloot       | Axel de Fersen, Zweeds graaf en intimus van Marie Antoinette              |
| Henri Serre               | Bernard-René de Launay, laatste gouverneur van de Bastille †              |
| Marie Bunel               | Lucile Desmoulins, vrouw van Desmoulins †                                 |
| Marianne Basler           | Antoinette Gabrielle Danton, eerste vrouw van Danton                      |
| Jean-François Stévenin    | Louis Legendre, slager en een leider van de revolutionairen               |
| Michel Galabru            | Jean-Sifrein Maury, kardinaal en aartsbisschop van Parijs                 |
| Dominique Pinon           | Jean-Baptiste Drouet, revolutionair                                       |
| Jean Bouise               | Maurice Duplay, revolutionair                                             |
| Massimo Girotti           | de pauselijke afgevaardigde                                               |
| Philippine Leroy-Beaulieu | Charlotte Corday d'Armont †                                               |
| Christopher Thompson      | Saint-Just †                                                              |
| Ronald Guttman            | Martial Joseph Armand Herman                                              |
| Georges Corraface         | Hébert †                                                                  |
| Christopher Lee           | Charles-Henri Sanson, de beul                                             |
| Jacques Ciron             | Joseph-Ignace Guillotin                                                   |
| Bruce Myers               | Georges Couthon †                                                         |